# Mlýn v Pitkovičkách
Mlýn v Pitkovičkách je bývalý vodní mlýn v Praze 10, který stál na Pitkovickém potoce. Na jeho místě se nachází tovární objekt.

## Historie
Vodní mlýn byl zmíněn roku 1589 v kupní smlouvě Jaroslava Smiřického ze Smiřic. V roce 1618 měl v inventáři statků Albrechta Jana Smiřického „We mleynie Pitkowskym“ uvedeny dvě kola moučná a dvě paleční. Karlu Eusebiovi z Lichtenštejna byl kolem roku 1654 dočasně zabaven; v té době mlel pouze jedním kolem.
Roku 1656 se uvádí nejstarší známý mlynář Jakub Beneda „mlynář Pitkovský“ a v letech 1655–1683 je poprvé výslovně uveden Pitkovský mlýnský rybník o 16 kopách kaprové násady (960 kaprů).

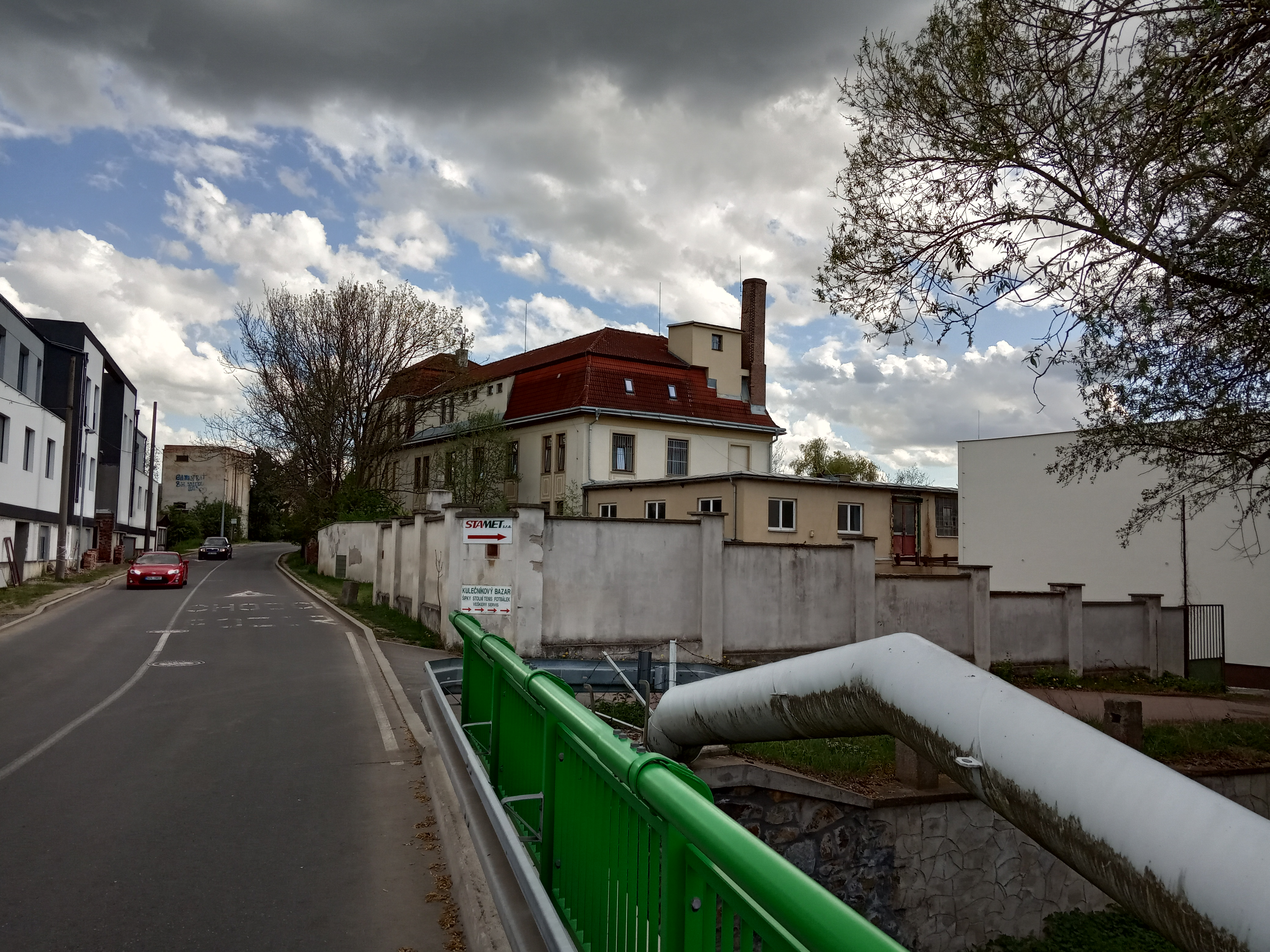
továrna v místech mlýna

Pravděpodobně ve 2. polovině 17. století byl mlýn přestavěn na pilu a koncem 19. století na továrnu na zpracování kůží; roku 1930 byl majitelem této továrny ing. Leo Schwarzkopf.

## Popis
V roce 1654 byla budova mlýna napůl kamenná a zčásti roubená dřevem. Z rybníka byla náhonem vedena voda na mlýnské kolo. Po modernizaci získal mlýn Francisovu turbínu o hltnosti 0,22 m³/s, spádu 5,4 metru a výkonu 12,1 HP.